# Pierre Duhem
Pierre Maurice Marie Duhem, född 9 juni 1861 i Paris, Frankrike, död 14 september 1916 i Cabrespine, Frankrike, var en fransk fysiker och vetenskapshistoriker. Han blev 1895 professor i teoretisk fysik i Bordeaux. Bland Duhems arbeten märks främst avhandlingar inom termodynamik, hydrodynamik och elasticitetsteori. Han är också känd för sitt arbete om den europeiska medeltiden, som anses ha skapat fältet för den medeltida vetenskapens historia. Som vetenskapsfilosof är han främst ihågkommen för sina åsikter om de experimentella kriteriernas obestämdhet.

## Vetenskapligt arbete

### Teoretisk fysik
Bland forskare är Duhem idag mest känd för sitt arbete med kemisk termodynamik, och i synnerhet för Gibbs-Duhem och Duhem-Margules ekvationer. Hans tillvägagångssätt påverkades starkt av Josiah Willard Gibbs tidiga verk, som Duhem effektivt explicerade och främjade bland franska forskare. I kontinuummekanik är han också ihågkommen för sitt bidrag till det som nu kallas Clausius-Duhem ojämlikhet.
Duhem var övertygad om att alla fysiska fenomen, inklusive mekanik, elektromagnetism och kemi, kunde härledas från termodynamikens principer. Påverkad av Macquorn Rankines "Outlines of the Science of Energetics", utförde Duhem detta intellektuella projekt i sin Traité de l'Énergétique (1911), men kunde slutligen inte reducera elektromagnetiska fenomen till termodynamiska första principer.
Med Ernst Mach delade Duhem en skepsis om verkligheten och användbarheten av begreppet atomer. Han följde därför inte den statistiska mekaniken hos James Clerk Maxwell, Boltzmann och Gibbs, som förklarade termodynamikens lagar i termer av de statistiska egenskaperna hos mekaniska system som består av många atomer.
Duhem var motståndare till Albert Einsteins relativitetsteori. År 1914 var Duhems kommentar att Einsteins relativitetsteori "har fört fysiken in i ett verkligt kaos där logik förlorar dess riktning, och sunt förnuft skräms iväg". I sin bok La Science Allemande från 1915 argumenterade han starkt mot relativitet. Duhem påstod att relativitetsteorin "störtar alla doktriner, i vilka man har talat om rymd, om tid, om rörelse, alla om mekanik och av fysik".

### Vetenskaphistoria

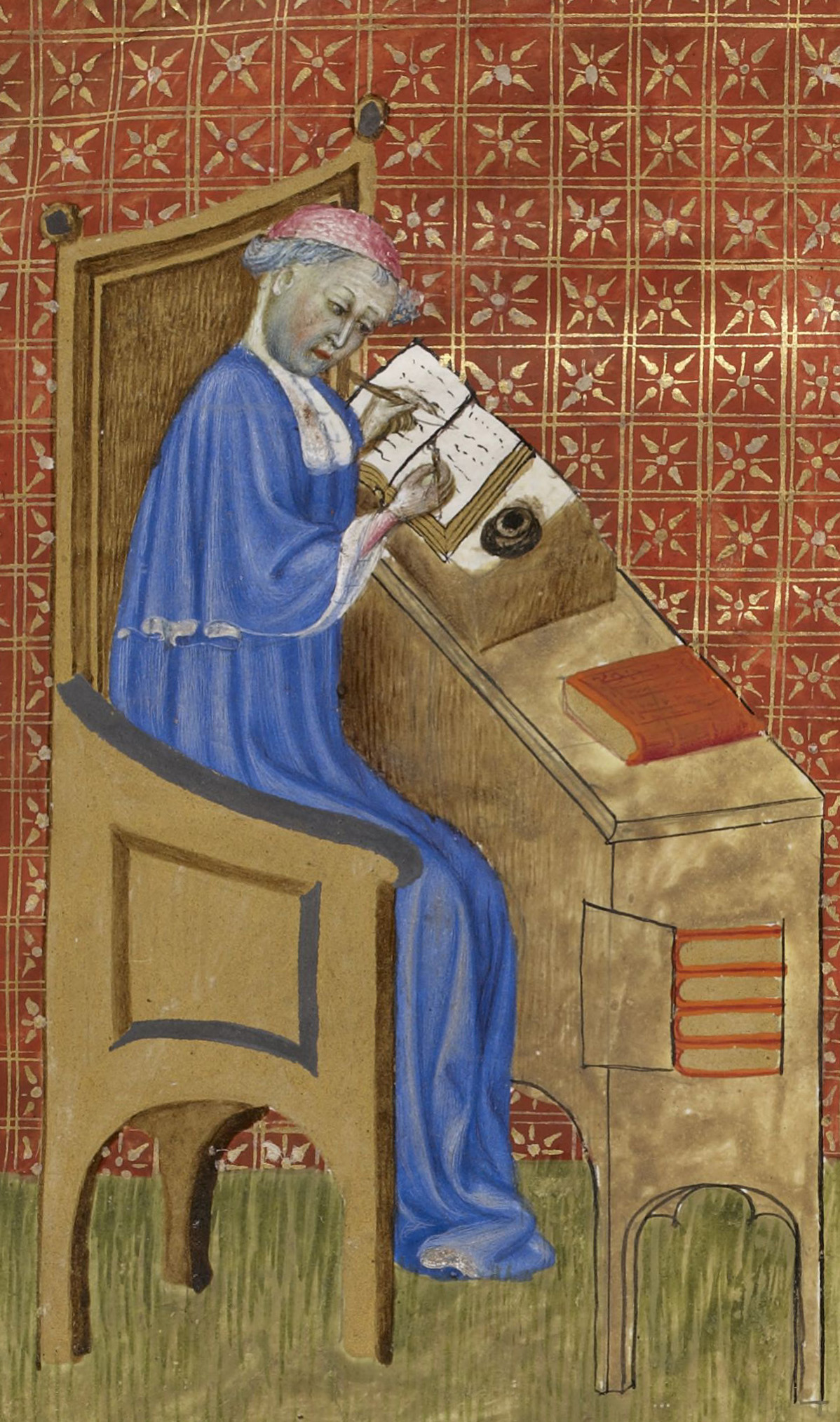
Nicole Oresme, en framstående medeltida forskare. Duhem kom att betrakta den medeltida skolastiska traditionen som den moderna vetenskapens ursprung.

Duhem är välkänd för sitt arbete med vetenskapens historia, som resulterade i de tio volymerna Le système du monde: histoire des doktriner kosmologier de Platon à Copernic (Världens system: En historia av kosmologiska doktriner från Plato till Copernicus). Olikt många tidigare historiker (som till exempel Voltaire och Condorcet), som nedvärderade medeltiden, försökte han att visa att den romersk-katolska kyrkan hade hjälpt till att främja västerländsk vetenskap i en av dess mest fruktbara perioder. Hans arbete inom detta område föranleddes ursprungligen av hans forskning om ursprunget till statisk elektricitet, där han stötte på verk av medeltida matematiker och filosofer som John Buridan, Nicole Oresme och Roger Bacon, vars sofistikering överraskade honom. Han kom följaktligen att betrakta dem som grundarna av modern vetenskap, efter att enligt honom ha förutsett många av upptäckterna av Galileo Galilei och senare tänkare. Duhem drog slutsatsen att "mekaniken och fysiken som den moderna tiden är berättigat stolt över att fortsätta, genom en oavbruten serie av knappt märkbara förbättringar, från doktriner har erkänts i hjärtat av medeltida skolar."

### Vetenskapsfilosofi
Duhems syn på vetenskapsfilosofin är 1906 uttryckt i hans arbete The Aim and Structure of Physical Theory. I detta arbete motsatte han sig Newtons meddelande att Principias lag om universell ömsesidig gravitation härleddes från 'fenomen', såsom Keplers andra och tredje lagar. Newtons villkor i detta hänseende hade redan angripits av kritiska bevisanalyser av den tyske logikern Leibniz och därefter mest känt av Immanuel Kant, efter Humes logiska kritik av induktion. Men nyheten i Duhems arbete var hans förslag att Newtons teori om universell ömsesidig gravitation helt motsade Keplers lagar om planetarisk rörelse eftersom de interplanetära ömsesidiga gravitationsrörelserna orsakade avvikelser från kepleriska banor. Eftersom inget förslag kan härledas logiskt från något som det motsäger, enligt Duhem, kan Newton inte logiskt ha härlett sin gravitationslag direkt från Keplers lagar.
Duhems vetenskapsfilosofi kritiserades av en av hans samtida, Abel Rey, delvis på grund av vad Rey uppfattade som inflytande från Duhems katolska tro.